# 怀仁堂

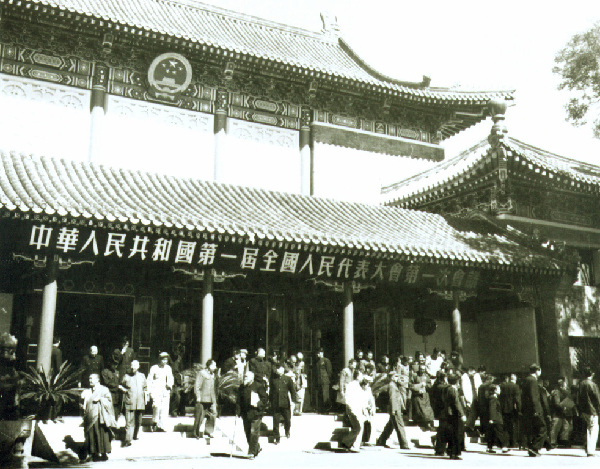
第一届全国人民代表大会第一次会议期间的中南海怀仁堂

怀仁堂，是中国北京市中南海内主要建筑之一，位于中海西门内，丰泽园东北。中国近代历史上，多次重大历史事件在此发生。中国共产党政治局和政治局常委会议通常在怀仁堂召开。同时，怀仁堂也是中国共产党多个领导小组的会议举办地，如：中央财经委员会（原中央财经领导小组）、中央全面深化改革委员会（中央全面深化改革领导小组）。

## 沿革
清朝光绪11年（1885年），慈禧命醇亲王奕譞在此处开始营造仪銮殿，费用主要由各地海关关税中提取，光绪14年（1888年）落成。此后，仪銮殿成为慈禧日常起居之所，由于她才是清朝实际统治者，故仪銮殿也因而取代养心殿，成为清朝实际权力中心。
1900年，八国联军攻占燕京，仪銮殿被联军统帅，德國的瓦德西元帥占用，成为联军指挥部，但在1901年4月18日，该殿因为瓦德西所雇中国厨师用火不当，起火焚毁，导致一名德国人丧生。但也有指责此火为德国人所为者。
1902年慈禧回都后，耗资500余万两白银对该殿加以重建，改名佛照楼。1908年，慈禧病逝于此。
1911年，中华民国成立后，大总统袁世凯将此楼改名为怀仁堂，并在此接见外宾、接受元旦朝贺。袁世凯死后，灵堂设于此处。其后黎元洪、徐世昌也沿用怀仁堂。曹锟就任总统后，将怀仁堂改为眷属居住场所。北洋政府结束后，怀仁堂长期闲置，成为当时北平市政府举办集体婚礼的场所。
1949年，中国人民政治协商会议第一届全体会议在怀仁堂召开。中华人民共和国成立后，怀仁堂成为中央政府的礼堂，经常举行各种政治会议和文艺晚会。1952年，为筹备亚太和平会议，周恩来亲自制定了翻修方案，将怀仁堂改建为中式二层楼阁样式礼堂。其后又多次进行翻修。

## 结构
怀仁堂正门位于南侧；进门后迎面有一幅精制的特大雕花屏风，这就是东西狭长的前厅；从前厅两头转弯向后，就是东、西休息室；前厅北面和东、西休息室中间是舞台和大礼堂，可供上千人开会；礼堂北有一门，进门为怀仁堂正厅，正厅北门通往后花园。

## 历史事件
- 1927年：6月16日張作霖在北京被孫傳芳、張宗昌、吳俊陞、張作相等擁為中華民國軍政府陸海軍大元帥，統一指揮對國民革命軍北伐的作戰，成為北洋政府最後一任統治者。6月18日在中南海懷仁堂就任大元帥，行使大總統職權，並令潘復組織軍政府內閣。
- 1930年：中原大战：中国国民党第二届中央执行委员会扩大会议，各派反对蒋介石的势力联合推选阎锡山为国民政府主席
- 1949年：中国人民政治协商会议第一届全体会议
- 1951年：《中央人民政府和西藏地方政府关于和平解放西藏办法的协议》在怀仁堂签字
- 1952年：亚洲及太平洋区域和平会议在怀仁堂召开，成为中华人民共和国成立后主持召开的第一次大型国际会议
- 1954年：第一届全国人民代表大会第一次会议
- 1955年：怀仁堂授衔，毛泽东代表中央政府授予十位中国人民解放军将领元帅军衔
- 1958年：反教条主义：刘伯承被打倒，成为批判对象
- 1967年：二月抗爭
- 1976年：逮捕四人帮成員的地點，标志着文化大革命的结束
- 1989年：胡耀邦在怀仁堂会议中突然昏倒，不久病逝。其死成为八九學潮與六四事件的导火索
- 2008年5月19日：中共中央总书记胡锦涛率在京中央政治局委员在怀仁堂前空地为汶川大地震遇难者默哀三分钟
- 2020年4月4日：中共中央总书记习近平率在京中央政治局委员在怀仁堂前空地为新冠肺炎疫情逝者默哀三分钟